# Edolisoma dispar
Edolisoma dispar (лат.) — вид воробьиных птиц из семейства личинкоедовых (Campephagidae). Подвидов не выделяют.

## Описание
Edolisoma dispar достигает длины 21,5—24,5 см. Выражен половой диморфизм. Взрослые самцы сверху и снизу глянцево-чёрного цвета, с бутылочно-зелёными отблесками. Радужная оболочка тёмно-коричневая, клюв черноватый, ноги чёрные. Взрослые самки сверху оливково-коричневые, голова с сероватым оттенком, кроющие перья уха более тёмные, щёки рыжевато-охристые, верхние кроющие перья крыльев рыжевато-коричневые, маховые перья тёмно-коричневые с рыжим краем, хвост тёмно-коричневый с рыжим кончиком. Нижняя часть тела рыжевато-охристого цвета с черноватыми поперечными линиями, более узкие полосы на нижних кроющих перьях хвоста. Молодые и неполовозрелые особи не описаны.

## Биология
Биология практически не исследована. Предположительно насекомоядный вид. Добывает пищу в средних ярусах и под кронами больших деревьев.

## Распространение
Эндемик Молуккских островов, входящих в состав Индонезии. Обитает в юго-восточной части этого архипелага на островах Танимбар, Кай, Горонг, Банда, Романг и Дамар. Естественной средой обитания этих птиц являются субтропические или тропические влажные равнинные леса.
Ранее вид Edolisoma dispar включали в род Coracina под биноменом Coracina dispar. На английском языке вид называется Kai cicadabird в честь островов Кай, одного из мест его обитания.

## Охранный статус
МСОП присвоил виду охранный статус LC. Его благополучию угрожает возможность утраты мест обитания.